# Willy Jürissen
Willy Jürissen (* 13. Mai 1912 in Oberhausen; † 30. Oktober 1990) war ein deutscher Fußballspieler.

## Karriere

### Vereine
Jürissen, als Torwart aus dem OTV 73 Oberhausen hervorgegangen, gelangte über Viktoria 09 Oberhausen 1931 zu Rot-Weiß Oberhausen. Der „Gentleman im Tor“ galt in der Strafraumbeherrschung und in der Luft als sehr gut, zu Boden ging er allerdings nicht so gern. Seine stets adrette Erscheinung – unterstrichen durch seine weißen Torwarthandschuhe (zumindest zu Beginn seiner Karriere) und seinem unverzichtbaren Kamm in der Gesäßtasche – verhalf ihm dann bald zu dem Spitznamen „Pomaden-Willy“. Dennoch, oder vielleicht auch gerade deswegen, galt er in Oberhausen als Idol. Für Oberhausen erzielte er auch diverse Tore als sicherer Elfmeterschütze.
Während des Zweiten Weltkriegs diente er zunächst als Soldat in Niedersachsen und spielte für Eintracht Braunschweig. Ab 1942 war er als Kriegsgastspieler beim Hamburger SV und beim Luftwaffen-Sportverein Hamburg aktiv, mit dem er 1943 im Finale um den Tschammerpokal gegen den First Vienna FC 1894 mit 2:3 n. V., und 1944 im Endspiel um die Deutsche Meisterschaft mit 0:4 gegen den Dresdner SC verlor. Nach Kriegsende kehrte er zu Rot-Weiß Oberhausen zurück, der Verein, für den er von 1947 bis 1949 in 43 Oberliga-Spielen das Tor hütete und drei Elfmeter erfolgreich verwandelte. 1948 erwarb er unter Sepp Herberger die Trainerlizenz und trainierte nebenbei den SV Osterfeld 06. Zur Saison 1949/50 wurde er Spielertrainer bei der SpVgg Erkenschwick, bei der er seine Karriere – nach 51 Punktspielen und einem Tor – am Saisonende 1950/51 beendete. Nach der Saison 1951/52 und dem Abstieg aus der Oberliga West wurde er in Erkenschwick entlassen.
2004 wurde er in die Jahrhundert-Elf von Rot-Weiß Oberhausen aufgenommen.

### Nationalmannschaft
Jürissen bestritt von 1935 bis 1939 sechs Länderspiele für die A-Nationalmannschaft, wobei er am 18. August 1935 in Luxemburg beim 1:0-Sieg über die Nationalmannschaft Luxemburgs debütierte. Seinen letzten Einsatz als Nationalspieler hatte er am 27. August 1939 in Bratislava bei der 0:2-Niederlage gegen die Nationalmannschaft der Slowakei.

## Sonstiges
Nach seinem Tod wurde eine Sporthalle in seiner Heimatstadt nach ihm benannt.